# Denis Sassou-Nguesso
Denis Sassou-Nguesso (Edou, 23 de novembre de 1943) és un polític congolès, actual president de la República del Congo a partir del 1997.
Sassou-Nguesso fou president del Congo del 1979 al 1992, amb un règim de partit únic del Partit Congolès del Treball (PCT). Cedint a les fortes pressions, va haver de permetre la participació dels altres partits el 1990, i el 1991 fou desposseït del poder executiu, per bé que va romandre en el càrrec com un cap d'estat amb funcions representatives. Es va presentar a les eleccions presidencials del 1992, però va quedar en tercer lloc. Sassou Nguesso es va estar a l'oposició durant cinc anys, fins que, al final de la Guerra civil de la República del Congo (de juny a octubre del 1997), les seves forces rebels van derrotar les del President Pascal Lissouba. Després d'un període de govern provisional, va guanyar les eleccions presidencials del 2002, pràcticament sense participació dels partits de l'oposició. El 2009 es van tornar a convocar unes eleccions igualment sospitoses. El seu règim es sustenta en el PCT, que encapçala un grup de petits partits col·laboracionistes.